# ورفویل
ورفویل (به فرانسوی: Verfeuil) یک کامین در فرانسه است که در Canton of Lussan واقع شده‌است.

## خصوصیات
ورفویل ۲۵٫۹۷ کیلومترمربع مساحت و ۵۳۷ نفر جمعیت دارد و ۱۵۰ متر بالاتر از سطح دریا واقع شده‌است.